# Copaibahars

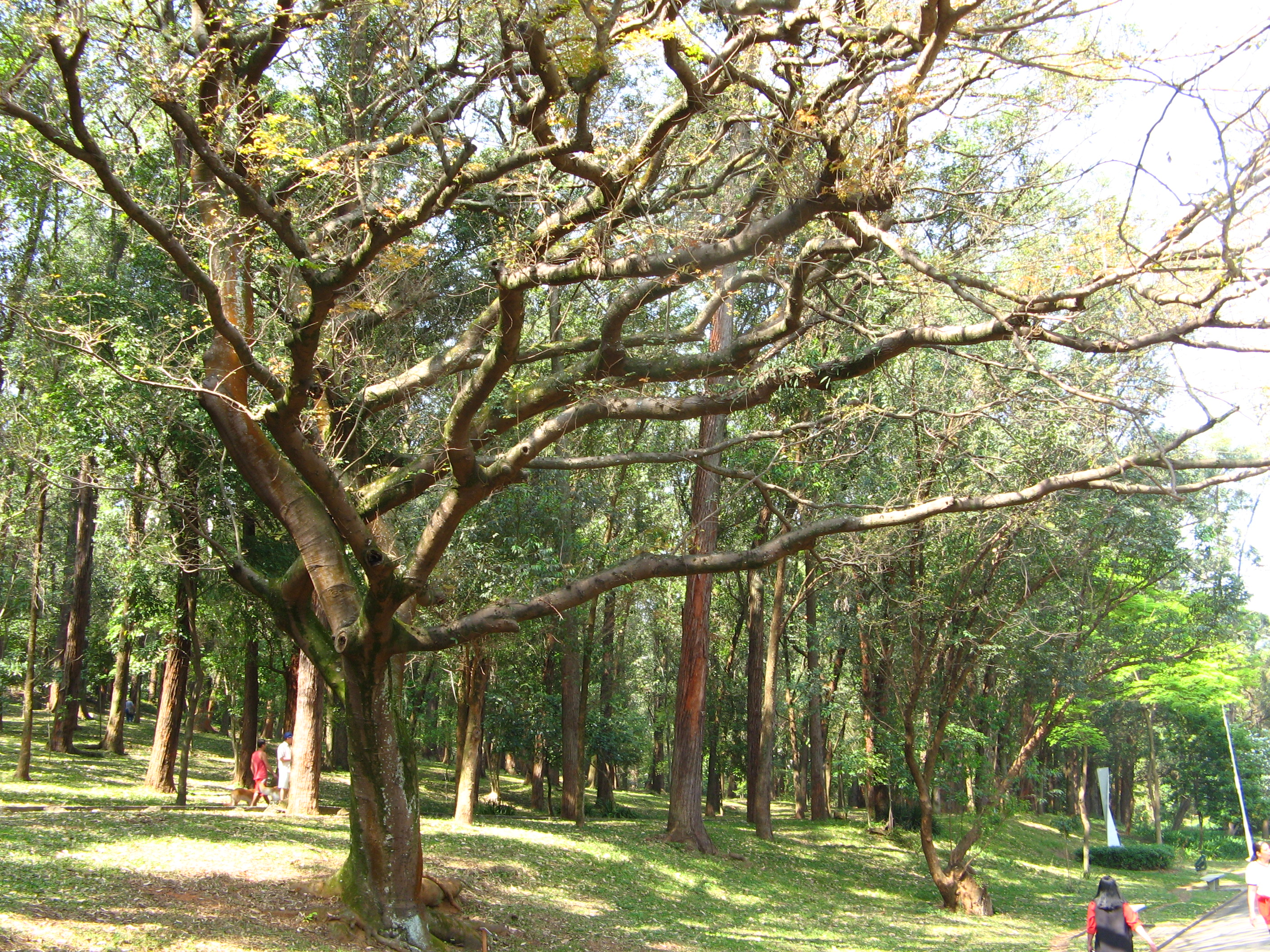
Copaifera langsdorffii

Copaibahars, is Suriname bekend als hoepelolie, is een natuurlijk oleohars, afkomstig van bomen uit het geslacht Copaifera, onder andere Copaifera langsdorffii, Copaifera reticulata en Copaifera officinalis. Dit zijn grote bomen (15 tot 30 meter hoog), die inheems zijn in Brazilië en het noorden van Zuid-Amerika.
Het hars bevindt zich in holten in de stam. Het wordt gewonnen door gaten in het hout te boren en het uitlopende hars af te tappen. Eén boom kan tot 40 liter hars per jaar opleveren. Vers getapt is het olieachtige hars helder, kleurloos en dunvloeibaar. Als het aan de lucht is blootgesteld wordt het dikker en krijgt het een bleekgele tot goudbruine kleur.

## Samenstelling
De voornaamste bestanddelen van copaibahars zijn sesquiterpenen (30 tot 90%), diterpenen en terpenen. Het heeft een groot gehalte aan bèta-caryofylleen, een sesquiterpeen dat een ontstekingsremmende werking heeft. Tot 15% van het oleohars is vluchtige etherische olie.

## Toepassingen
- Copaibahars vertoont een aantal geneeskrachtige eigenschappen en wordt door de plaatselijke bevolking gebruikt onder meer voor de behandeling van huidontstekingen, als ontsmettingsmiddel en tegen keelontsteking. Het blijkt ook werkzaam tegen maagzweren (ook toegeschreven aan bèta-caryofylleen). Uit meer recent onderzoek blijkt dat bepaalde bestanddelen van copaibahars een antitumoractiviteit hebben en gebruikt zouden kunnen worden voor de behandeling van kanker.

- Het wordt gebruikt in verven, vernissen en lakken, om de aanhechting van de pigmenten te verbeteren. Een soortgelijke toepassing is in tijdelijke haarkleurmiddelen die metaalhoudende pigmenten bevatten[1]. Het verbetert ook de glans.
- Het kan gebruikt worden als biodiesel[2][3]. Copaifera langsdorffii wordt daarom ook "diesel tree" genoemd.
- De etherische olie van copaibahars is voorgesteld als insectenafweermiddel[4].
- Het wordt ook gebruikt in diverse cosmetische producten.